# Skellerup
Skellerup is een plaats in de Deense regio Zuid-Denemarken, gemeente Nyborg. De plaats telt 333 inwoners (2020).